# Wippekühl
Wippekühl ist ein Wohnplatz in Schalksmühle im Märkischen Kreis im Regierungsbezirk Arnsberg in Nordrhein-Westfalen (Deutschland).

## Lage und Beschreibung
Wippekühl liegt südöstlich des Ortskerns an der Nordflanke des Worthbergs oberhalb des Volmetals.  
Der Ort ist durch das denkmalgeschützte Bauernhaus Wippekühl regional bekannt. Es wurde aufgrund einer Untersuchung des Amtes für Denkmalpflege um das Jahr 1600 erbaut und zählt aufgrund seines fast unveränderten Bauzustands und seiner seltenen Bauweise zu einem der letzten Zeugnisse bäuerlicher Kultur in Westfalen aus dieser Zeit.  
Das Gebäude wird als Veranstaltungsraum genutzt, auf den Außenflächen und den Heuböden werden zahlreiche Geräte und Ausstellungsstücke der früheren bäuerlichen Lebensumstände präsentiert.  

## Geschichte
Wippekühl wurde erstmals 1460 als Wippekühling urkundlich erwähnt, die Entstehungszeit der Siedlung (-ing-Form) wird aber für den Zeitraum zwischen 500 und 550 infolge der ersten sächsischen Landnahme vermutet.

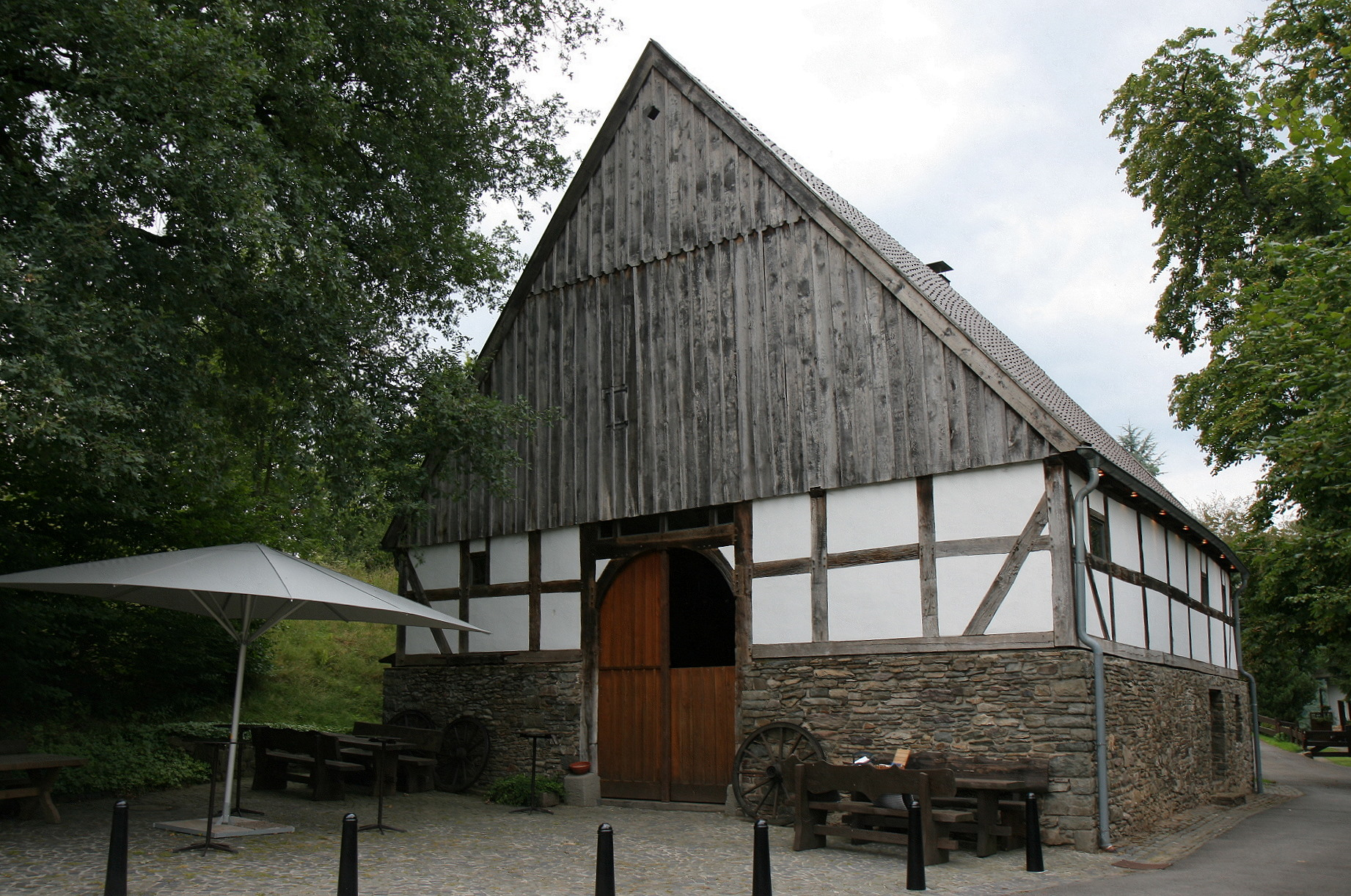
Das Bauernhaus Wippekühl.

1818 lebten 18 Einwohner in Wippekühl. Laut der Ortschafts- und Entfernungs-Tabelle des Regierungs-Bezirks Arnsberg wurde der Ort als Hof kategorisiert und besaß 1838 eine Einwohnerzahl von 20, allesamt evangelischen Glaubens. Der Ort gehörte zu dieser Zeit der Oeckingfelder Bauerschaft innerhalb der Bürgermeisterei Halver an und besaß drei Wohnhäuser und fünf landwirtschaftliche Gebäude.
Der Ort ist auf der Preußischen Uraufnahme von 1840 als Wipperkühl verzeichnet. Ab der Preußischen Neuaufnahme von 1892 ist der Ort auf Messtischblättern der TK25 als Wippekühl verzeichnet.
Die Gemeinde- und Gutbezirksstatistik der Provinz Westfalen führt 1871 den Ort als Colonie mit zwei Wohnhäusern und 20 Einwohnern auf. Das Gemeindelexikon für die Provinz Westfalen von 1887 gibt für den Ort eine Zahl von 17 Einwohnern an, die in zwei Wohnhäusern lebten. 1895 besaß der Ort vier Wohnhäuser mit 40 Einwohnern und gehörte kirchlich zum evangelischen Kirchspiel Schalksmühle, 1905 werden sechs Wohnhäuser und 52 Einwohner angegeben.
Am 1. Oktober 1912 wurde der Bereich um den Ort aus der Gemeinde Halver ausgegliedert und der neu gegründeten Gemeinde Schalksmühle zugewiesen.